# الخط 2 لمترو باريس
الخط 2 لمترو باريس (بالفرنسية: Ligne 2 du métro de Paris) هو الخط الثاني من مجموعة خطوط مترو باريس الستة عشر. يقع في باريس في فرنسا. هذا الخط هو الثاني في فرنسا ويرجع افتتاحه إلى 13 ديسمبر 1900 وبقيت الأشغال فيه تعمل حتى بعد افتتاحه حتى أبريل 1903. يربط اليوم بورت دوفين وناسيون ويقع كليا داخل العاصمة باريس. طول الخط 12.4 كم أين يقطع مدينة باريس شرق غرب، وبه 25 نقطة توقف (أي محطة)، وينقل 102 مليون شخص في السنة (2009) أي بمعدل 000 280 شخص يوميا. 

تم تزويده بتقنية السير على الاطارات التي تم تحديثها لاحقا. يستخدم الخط 1 حوالي 44 عربة أم أف 01 التي تعمل بسائق.

شهد الخط أكبر حادثة في تاريخ مترو باريس في 1903 وذلك في حريق 10 أغسطس 1903 الذي أودى بحياة 84 شخص في محطة كورون.

## التاريخ

### التسلسل الزمني
- 20 أبريل 1896: المجلس البلدي في باريس يتبنى مشروع شبكة فولجونس بيانفينو (Fulgence Bienvenüe).
- 30 مارس 1898: إعلان المنفعة العامة لأولى ست خطوط لمترو باريس.
- 13 ديسمبر 1900: افتتاح الجزء الأول بورت دوفين حتى شارل ديغول - إتوال.
- 7 أكتوبر 1902: التمديد حتى محطة أونفار.
- 31 يناير 1903: الافتتاح حتى محطة رو دو بانيوليه (التي أصبحت منذ 1970 ألكسندر دوما).
- 2 أبريل 1903: الافتتاح الكلي للخط حتى محطة ناسيون التي أصبحت نقطة انطلاق بدورها كالأخرى بورت دوفين.
- 10 أغسطس 1903: حدوث دارة قصر على أحد عربات المترو من نوع أم 1 في محطة مونيلمونتون ونشوب حريق وصلت أدخنته لمحطة كورون أين تم اختناق 84 شخص ووفاتهم.

- 14 أكتوبر 1907: تم تسميتها «الخط 2 شمال» (Ligne 2 Nord).
- 16 مايو 2005: بدأ العمل بنظام سيال (أو نظام المعلومات عبر الإنترنت في المحطات) الذي يعطي الوقت الدقيق المتبقي لوصول العربات تباعا.
- 17 يناير 2007: البدأ في مرحلة الاختبارات التجارية، باستعال سائق وعلى عربات من نوع أم أف 01.
- 11 يونيو 2008: بدأ العمل بأولى عربات أم أف 01.

## التخطيط والمحطات

### قائمة المحطات
|                                         | المحطة                                     | البلدية                   | الخطوط والشبكات المتصلة |
| --------------------------------------- | ------------------------------------------ | ------------------------- | ----------------------- |
|                                         | بورت دوفين الماريشال جان دو لاتر دو تاسيني | باريس (الدائرة 16)        |                         |
| فكتور هوغو                              | باريس (الدائرة 16)                         |                           |                         |
| شارل ديغول - إتوال                      | باريس (الدائرة 8 و16 و17)                  |                           |                         |
| تارن                                    | باريس (الدائرة 8 و17)                      |                           |                         |
| كورسال                                  | باريس (الدائرة 8 و17)                      |                           |                         |
| مونسو                                   | باريس (الدائرة 8 و17)                      |                           |                         |
| فيلييه                                  | باريس (الدائرة 8 و17)                      |                           |                         |
| روما                                    | باريس (الدائرة 8 و17)                      |                           |                         |
| ساحة كليشي                              | باريس (الدائرة 8 و9 و17 و18)               |                           |                         |
| بلانش                                   | باريس (الدائرة 9 و18)                      |                           |                         |
| بيكال                                   | باريس (الدائرة 9 و18)                      |                           |                         |
| أونفير [[كاتدرائية ساكري كور مونمارتر]] | باريس (الدائرة 9 و18)                      | سكة حديد مونمارتر المعلقة |                         |
| باربيس - روشوشوار                       | باريس (الدائرة 9 و10 و18)                  |                           |                         |
| الشابل                                  | باريس (الدائرة 10 و18)                     | TER بيكاردي الخطوط الكبرى |                         |
| ستالينغراد                              | باريس (الدائرة 10 و19)                     |                           |                         |
| جوريس                                   | باريس (الدائرة 10 و19)                     |                           |                         |
| كولونيل فابيان                          | باريس (الدائرة 10 و19)                     |                           |                         |
| بيلفيل                                  | باريس (الدائرة 10 و11 و19 و20)             |                           |                         |
| كورون                                   | باريس (الدائرة 11 و20)                     |                           |                         |
| مونيلمونتون                             | باريس (الدائرة 11 و20)                     |                           |                         |
| بير لاشيز                               | باريس (الدائرة 11 و20)                     |                           |                         |
| فيليب أوغوست                            | باريس (الدائرة 11 و20)                     |                           |                         |
| ألكسندر دوما                            | باريس (الدائرة 11 و20)                     |                           |                         |
| أفرون                                   | باريس (الدائرة 11 و20)                     |                           |                         |
| ناسيون                                  | باريس (الدائرة 11 و12)                     |                           |                         |

## السياحة
يحتوي الخط على العديد من رموز وأشكال هندسية للفن الجديد للمهندس إكتور غيمار وخاصة عند مداخل المحطات.

الخط 2 يربط العديد من المناطق السياحية في باريس وهم:
- غابة بولونيا وشارع فوش (بورت دوفين).
- الشانزلزيه وقوس النصر (شارل ديغول - إتوال).
- حديقة مونسو (مونسو).
- مقبرة مونمارتر (ساحة كليشي وبلونش).
- بيغال ومولان روج (بلونش وبيغال).
- مونمارتر وكاتدرائية ساكري كور مونمارتر (أونفار).
- شارع بارباس (بارباس - روشوشوار).
- بالفيل (بالفيل).
- مقبرة بير لاشيز (بير لاشاز، فيليب أوغوست).

## مقالات ذات صلة
- تطوير محطات مترو باريس
- قائمة محطات مترو باريس
- النقل العام في إيل دو فرانس
- باريس

## روابط خارجية
- الموقع الرسمي للهيئة الذاتية للنقل في باريس.